# Muscatine County
Das Muscatine County ist ein County im US-Bundesstaat Iowa. Bei der Volkszählung im Jahr 2020 hatte das County 43.235 Einwohner und eine Bevölkerungsdichte von 38,1 Einwohnern pro Quadratkilometer. Der Verwaltungssitz (County Seat) ist Muscatine.

## Geographie
Das County liegt im Osten von Iowa, grenzt im Südosten an Illinois, wobei die Grenze durch den Mississippi River gebildet wird und hat eine Fläche von 1163 Quadratkilometern, wovon 27 Quadratkilometer Wasserfläche sind. Es grenzt an folgende Nachbarcountys:
| Johnson County | Cedar County  | Scott County                  |
|                |               | Rock Island County (Illinois) |
|                | Louisa County |                               |

## Geschichte
Das Muscatine County wurde am 7. Dezember 1836 aus ehemaligen Teilen des Des Moines County gebildet. Benannt wurde es nach dem Muscatine Island im Mississippi.
1833 sandte Colonel George Davenport aus Illinois drei Repräsentanten in das Territorium um einen Handelsposten zu errichten. Dies waren wohl die ersten Weißen, die hier ständig lebten. Im selben Jahr kamen James W. Casey und John Vanatta in diese Gegend. Sie eröffneten am 1. Juni 1833 ein Nachschubdepot namens Casey’s Woodpile für Dampfschiffe. Der erste offizielle Landverkauf begann im November 1838 zu einem Preis von 1,25 Dollar pro Morgen Land und ein Jahr später wurde mit dem Bau des Gerichtsgebäudes und eines Gefängnisses begonnen.
Am 23. Dezember 1864 wurde dieses Gerichtsgebäude durch ein Feuer total zerstört und in den zwei Folgejahren wurde an gleicher Stelle ein neues errichtet. Mit dem Bau des heute noch benutzten Gerichtsgebäudes wurde am 26. September 1907 begonnen.
26 Bauwerke und Stätten des Countys sind im National Register of Historic Places eingetragen.

### Historische Objekte

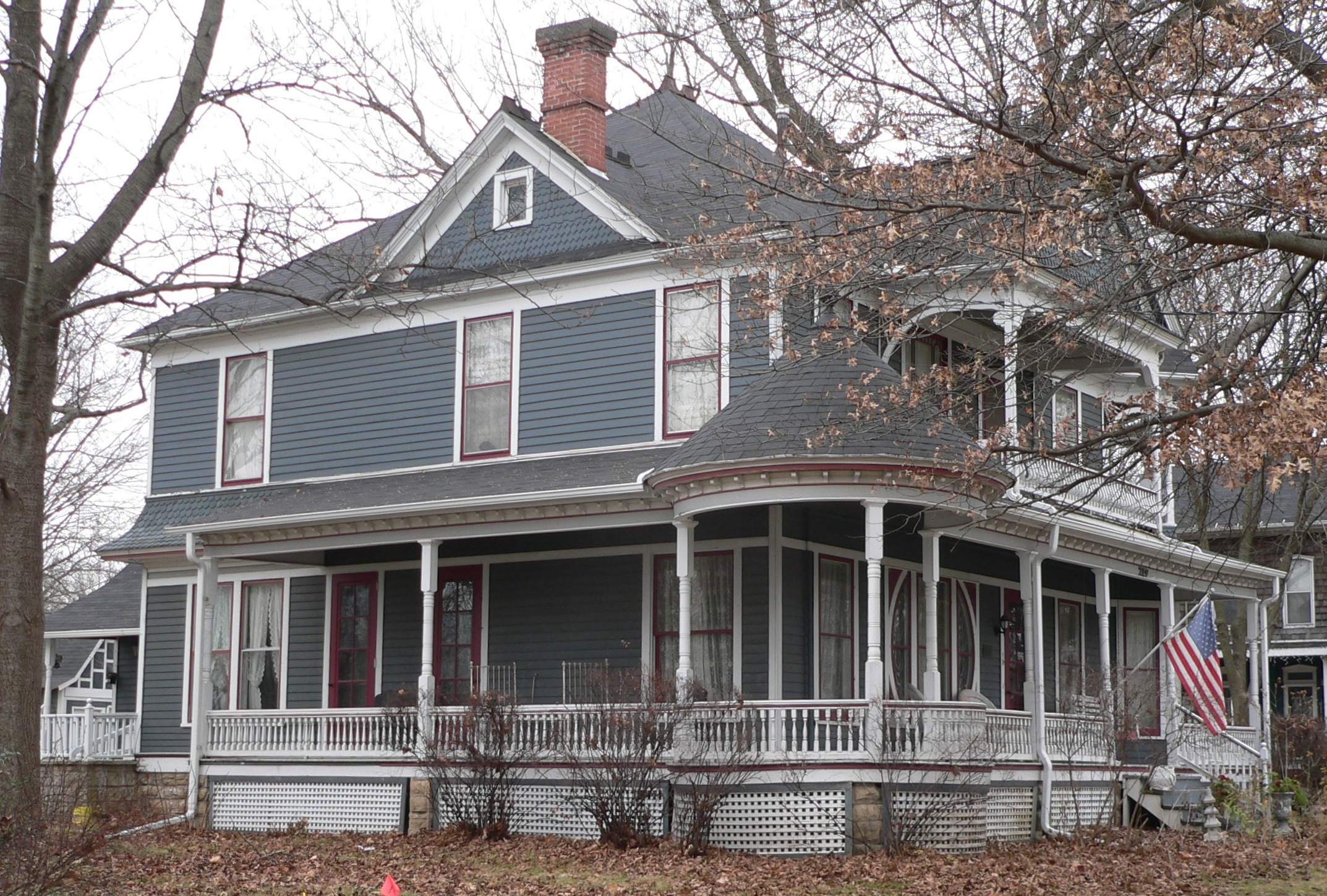
Ward House in West Liberty, seit 1997 im NRHP gelistet
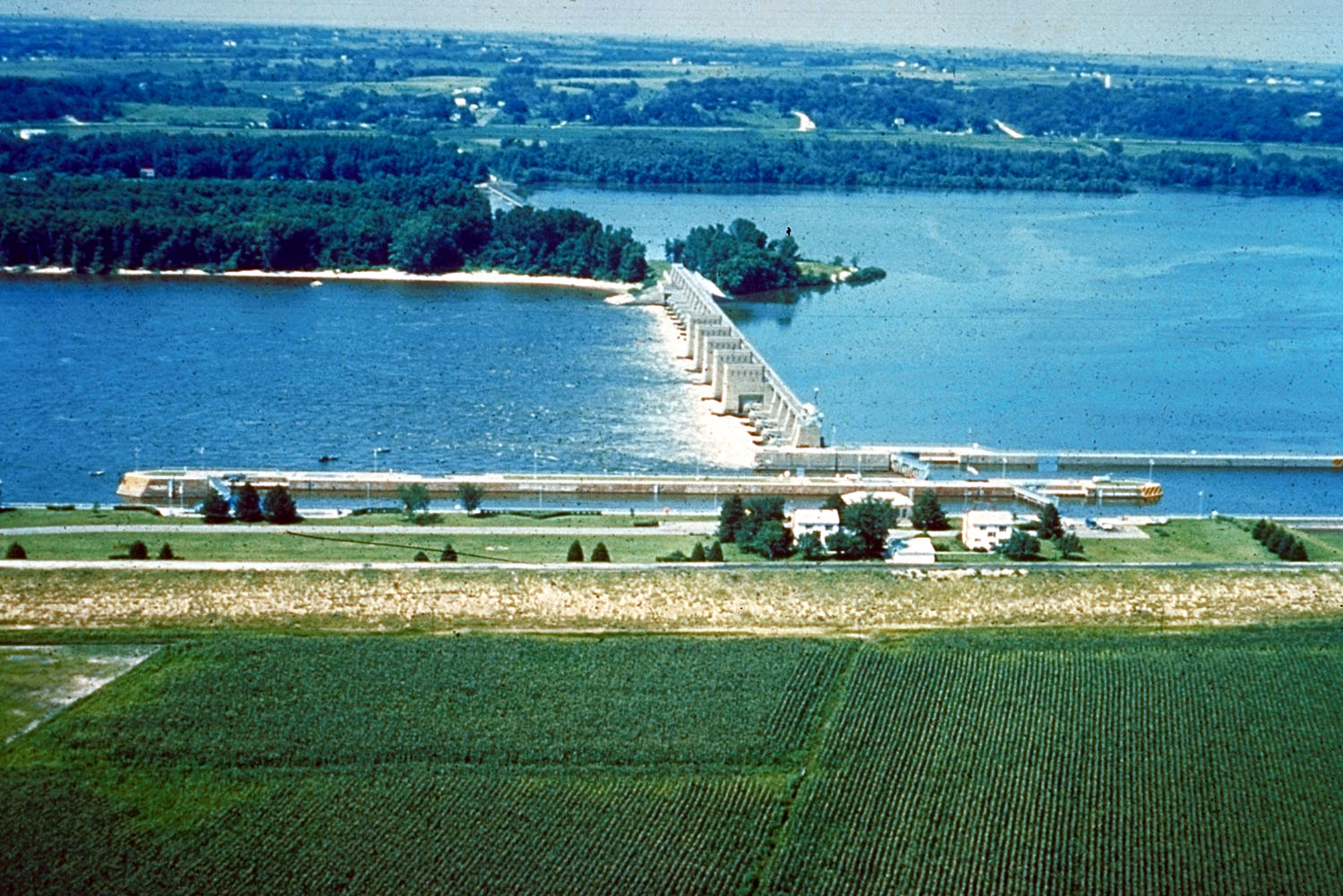
Lock and Dam No. 16, seit 2004 im NRHP gelistet
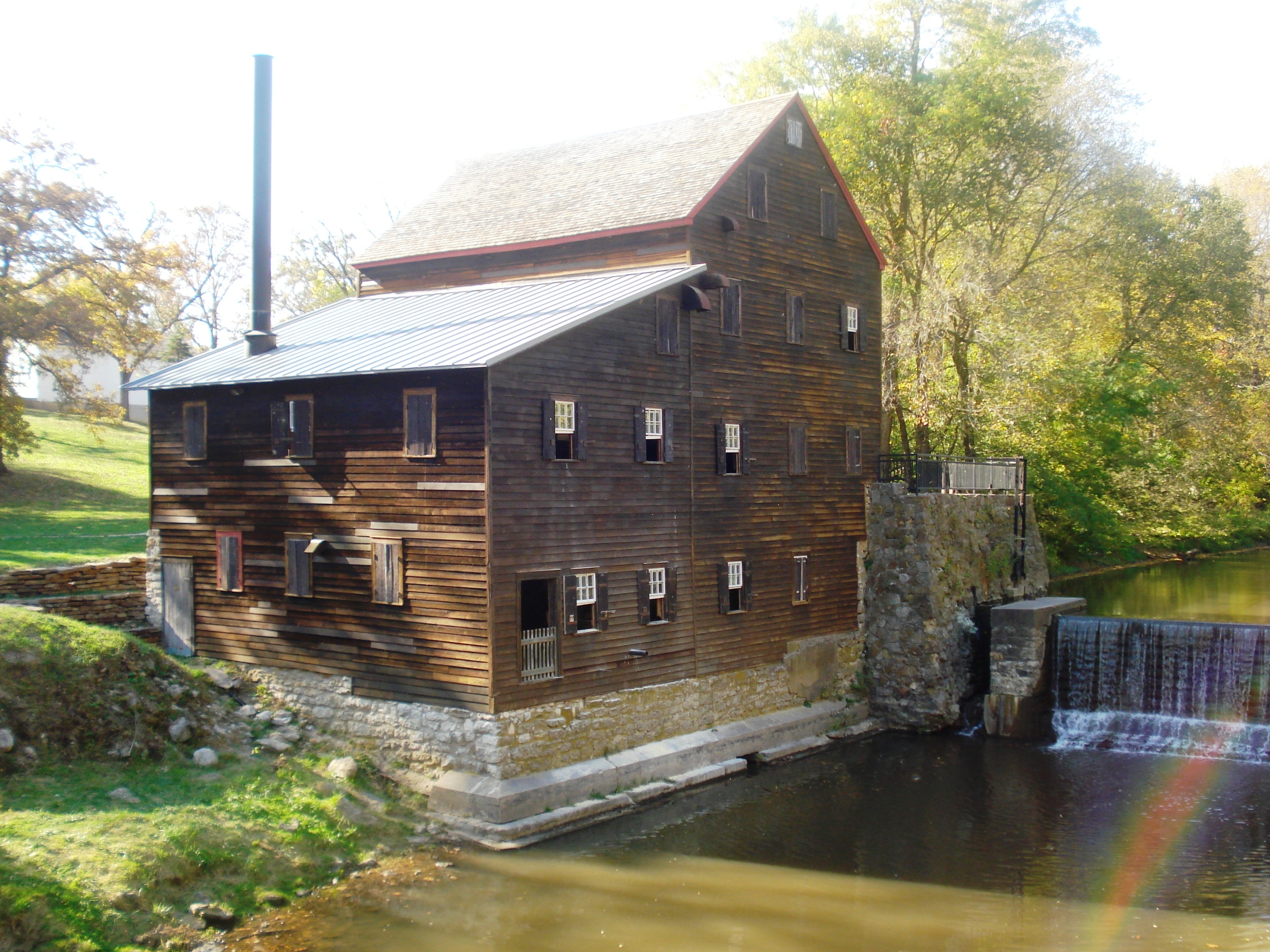
Pine Creek Gristmill in Muscatine, seit 1979 im NRHP gelistet
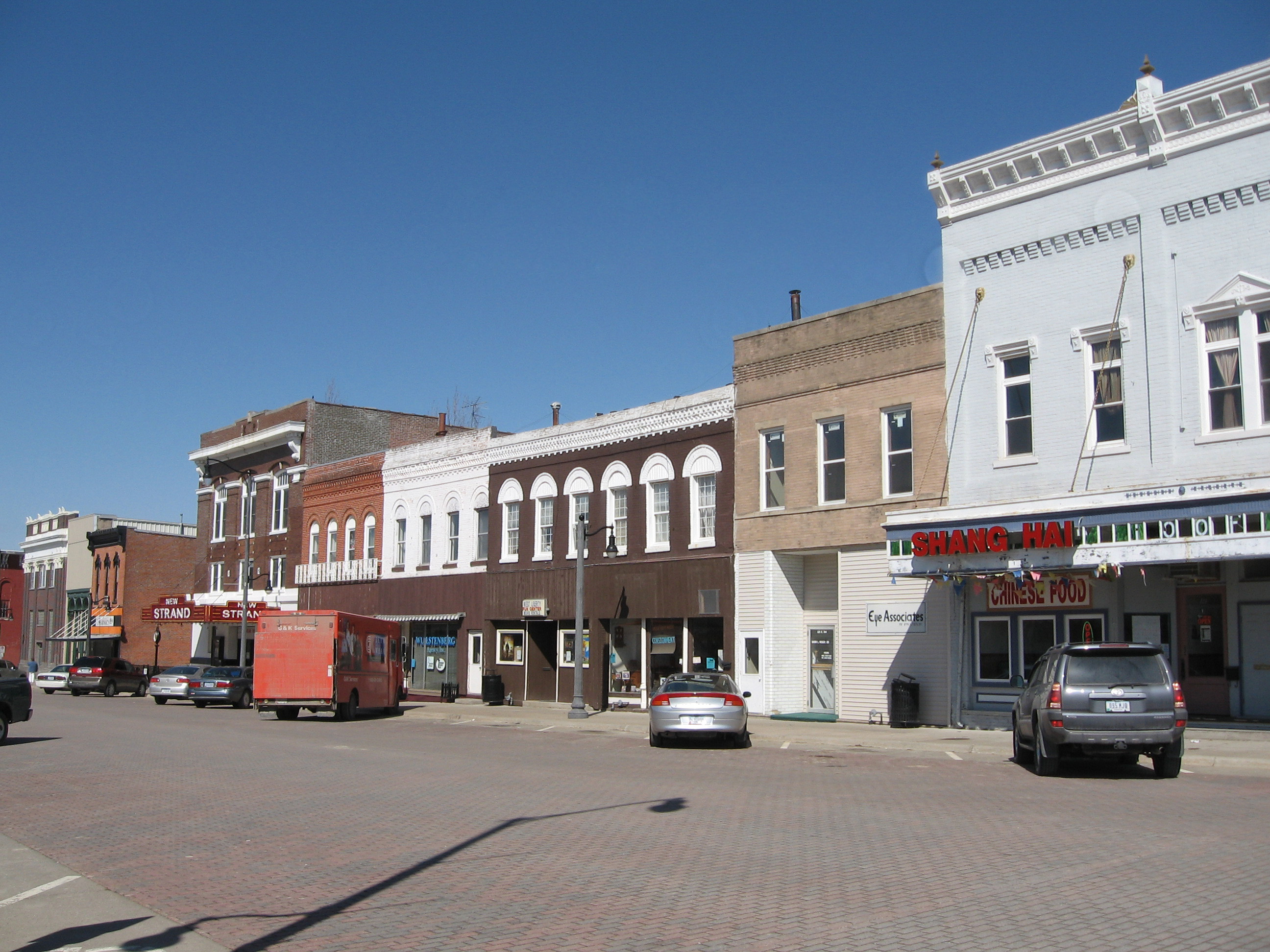
West Liberty Commercial Historic District, seit 2002 im NRHP gelistet

## Demografische Daten
Nach der Volkszählung im Jahr 2010 lebten im Muscatine County 42.745 Menschen in 16.503 Haushalten. Die Bevölkerungsdichte betrug 37,6 Einwohner pro Quadratkilometer.
Ethnisch betrachtet setzte sich die Bevölkerung zusammen aus 89,0 Prozent Weißen, 1,4 Prozent Afroamerikanern, 0,3 Prozent amerikanischen Ureinwohnern, 0,8 Prozent Asiaten sowie aus anderen ethnischen Gruppen; 1,9 Prozent stammten von zwei oder mehr Ethnien ab. Unabhängig von der ethnischen Zugehörigkeit waren 15,9 Prozent der Bevölkerung spanischer oder lateinamerikanischer Abstammung.
In den 16.503 Haushalten lebten statistisch je 2,54 Personen.
26,1 Prozent der Bevölkerung waren unter 18 Jahre alt, 60,2 Prozent waren zwischen 18 und 64 und 13,7 Prozent waren 65 Jahre oder älter. 50,3 Prozent der Bevölkerung war weiblich.

Das jährliche Durchschnittseinkommen eines Haushalts lag bei 48.671 USD. Das Prokopfeinkommen betrug 24.029 USD. 12,0 Prozent der Einwohner lebten unterhalb der Armutsgrenze.

## Orte im Muscatine County
Citys
- Atalissa
- Blue Grass1
- Conesville
- Durant2
- Fruitland
- Muscatine
- Nichols
- Stockton
- Walcott1
- West Liberty
- Wilton3

Unincorporated Communitys
- Ardon
- Centerdale
- Cranston
- Fairport
- Hinkeyville
- Montpelier
- Moscow
- Petersburg
- South Muscatine

1 – teilweise im Scott County

2 – teilweise im Cedar und im Scott County

3 – zu einem kleinen Teil im Cedar County

## Gliederung
Das Muscatine County ist in 14 Townships eingeteilt:
- Bloomington Township
- Cedar Township
- Fruitland Township
- Fulton Township
- Goshen Township
- Lake Township
- Montpelier Township
- Moscow Township
- Orono Township
- Pike Township
- Seventy - Six Township
- Sweetland Township
- Wapsinonoc Township
- Wilton Township